# Heuleut (Leuwimunding)
Heuleut is een bestuurslaag in het regentschap Majalengka van de provincie West-Java, Indonesië. Heuleut telt 4228 inwoners (volkstelling 2010).